# Stanley Gibbons
De Stanley Gibbons Group plc is een bedrijf genoteerd bij de Alternative Investment Market, een onderdeel van de London Stock Exchange. Stanley Gibbons handelt in postzegels en verwante producten. Het bekendste product van het bedrijf is de gelijknamige postzegelcatalogus. Stanley Gibbons is gevestigd op Jersey, maar het bedrijf heeft kantoren in Londen en Ringwood (Hampshire) en op Guernsey.

## Geschiedenis

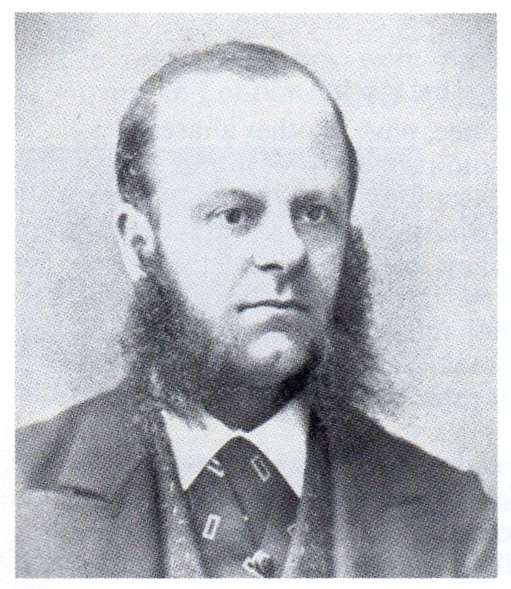
Edward Stanley Gibbons

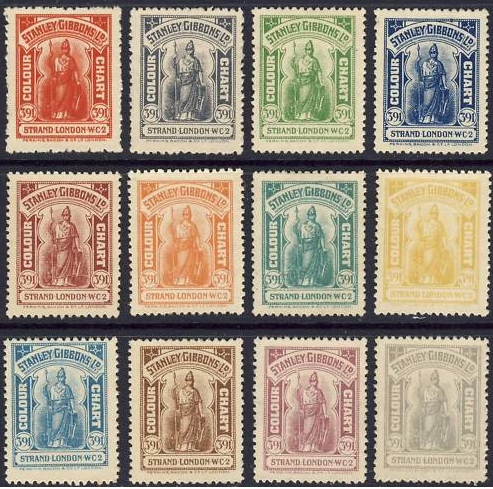
Kleurproeven die werden gebruikt om het door de catalogus van Stanley Gibbons gehanteerde kleurenschema te illustreren, vervaardigd door de drukkerij Perkins Bacon in de jaren dertig van de twintigste eeuw

Het bedrijf is in 1856 gesticht als eenmanszaak door Edward Stanley Gibbons (1840-1913). Gibbons werkte als assistent in de apotheek van zijn vader en begon daar aan een aparte toonbank postzegels te verkopen. In 1863 deed hij een gouden greep, toen hij van twee zeelieden een zak met Kaapse driehoeken kocht. Hij betaalde £ 5 en verkocht de postzegels uiteindelijk voor £ 500. Dat werd zijn beginkapitaal.
In 1865 publiceerde Gibbons zijn eerste catalogus in de vorm van een simpele prijslijst. De komende veertien jaar zou hij elke maand een bijgewerkte versie van zijn prijslijst publiceren. Pas daarna werd het een echte catalogus.
In 1874 verhuisde Gibbons naar een huis in de buurt van Clapham Common in Zuid-Londen en in 1876 naar Gower Street in Bloomsbury, in de buurt van het British Museum. Het bedrijf kreeg nu ook personeel: Gibbons huurde vrouwen in om postzegels uit de vellen te scheuren.
In 1890 verkocht Gibbons zijn bedrijf aan Charles James Phillips (1863-1940) voor £ 25.000. Gibbons bleef nog enige tijd als commissaris aan het bedrijf verbonden.
Het jaar daarop opende Phillips een tweede winkel aan de Strand in Londen, naast de winkel in Gower Street. In 1893 werden beide winkels samengevoegd tot één grotere winkel aan de Strand. Sindsdien heeft Stanley Gibbons altijd een winkel aan de Strand gehad, zij het niet altijd in hetzelfde pand.
In 1914 ontving Stanley Gibbons het predicaat Hofleverancier van koning George V, die een verwoed postzegelverzamelaar was.
In 1922 verkocht Phillips zijn bedrijf.
Het honderdjarig bestaan van het bedrijf in 1956 werd gevierd met een postzegeltentoonstelling in het Waldorf Hotel in Londen. De tentoonstelling werd geopend door John Wilson, de beheerder van de koninklijke postzegelcollectie. Koningin Elizabeth II hernieuwde in dat jaar ook het predicaat hofleverancier.
In 1967 zette Stanley Gibbons samen met Whitman Publishing een joint venture in de Verenigde Staten op. Het resulteerde in een catalogus en een tijdschrift voor de Amerikaanse markt. Het tijdschrift, Gibbons-Whitman Stamp Monthly, hield het echter maar twee jaar uit.
In het volgende jaar ging ‘Stanley Gibbons Limited’ naar de beurs. Er was aanvankelijk veel belangstelling voor de aandelen, maar later in het jaar daalden de koersen.
In de jaren zeventig nam Stanley Gibbons het bedrijf van de filatelist Charles Nissen over en werd de firma zelf overgenomen door Letraset, en bedrijf dat vooral bekend was door de productie van vellen met wrijfletters. Letraset bleek zich echter te hebben vertild aan Stanley Gibbons en kwam in problemen. In 1981 werd Letraset zelf overgenomen door Esselte, een fabrikant van kantoorbenodigdheden. Esselte zette Stanley Gibbons nog in hetzelfde jaar te koop, omdat handel in postzegels en bijbehorende producten niet paste bij de overige activiteiten van het concern.
In 1982 nam Clive Feigenbaum (1939-2007), de directeur van Stanley Gibbons, samen met de andere leden van de raad van bestuur, Stanley Gibbons over. Feigenbaum bezat iets meer dan de helft van de aandelen. Hij probeerde zijn bedrijf genoteerd te krijgen bij de Unlisted Securities Market, een beurs voor incourante fondsen, en dat lukte ook, maar Stanley Gibbons werd geschorst voor er ook maar één aandeel was verkocht. De leiding van de beurs had lucht gekregen van de reputatie van Feigenbaum in de filatelistische wereld, en die was niet gunstig. Feigenbaum was geroyeerd als lid van de Philatelic Traders Society, de Britse vereniging van postzegelhandelaren, omdat hij betrokken was bij de uitgifte van postzegels voor gebieden waarvan het dubieus was of ze wel gerechtigd waren om postzegels uit te geven en ook of ze wel postzegels nodig hadden. Zo was Feigenbaum de financier van ‘postzegels’ van Nagaland, Staffa en Great Bernera, die allemaal onder de noemer ‘schadelijke postzegeluitgiften’ vallen. Feigenbaum begreep dat hij Stanley Gibbons geen goed deed en trad af als directeur. Hij werd uitgekocht voor 3 miljoen pond door een consortium van organisaties en particulieren.
In 1989 begon Paul Fraser, een van de leden van het consortium, in Stanley Gibbons te investeren. In 1990 werd hij directeur. Geleidelijk kocht hij alle aandelen op en in 1995 was hij enig aandeelhouder.
In april 1998 verkocht Fraser het bedrijf voor 13,5 miljoen pond aan Flying Flowers, een bedrijf dat bloemen verstuurt per post. Fraser ontving de verkoopprijs in de vorm van aandelen in het nieuwe concern. Deze ongebruikelijke combinatie was geen lang leven beschoren. Na een reeks winstwaarschuwingen gingen Flying Flowers en Stanley Gibbons in 2000 weer hun eigen weg. Het aandelenpakket van Paul Fraser was nu nog maar 4 miljoen pond waard. Het herrezen Stanley Gibbons kreeg een notering aan de Alternative Investment Market.
In augustus 2007 vertrok Paul Fraser als directeur en in het jaar daarop verkocht hij zijn aandelenpakket. Sindsdien bevindt het bedrijf zich in rustig vaarwater. In 2010 nam het Benham over, een handelaar in eerstedagenveloppen, maar dat is geen branchevreemde activiteit.

## De catalogus

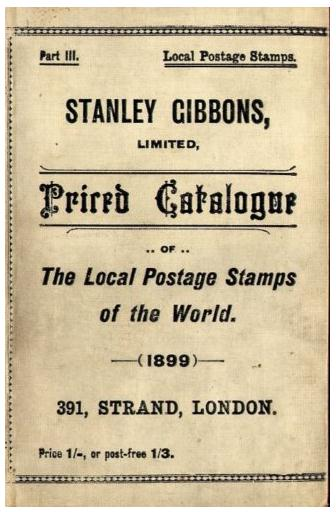
De catalogus van 1899

De postzegelcatalogus van Stanley Gibbons begon in 1865 als een simpele prijslijst. Tegenwoordig heeft Stanley Gibbons een assortiment van tientallen catalogi, van eenvoudig tot gespecialiseerd.
Stanley Gibbons brengt als een van de weinigen een complete wereldcatalogus op de markt. Concurrenten zijn de Michel in Duitsland, Yvert et Tellier in Frankrijk en de Scott-catalogus in de Verenigde Staten. De Zwitserse Zumstein beperkt zich tot de postzegels van Europa. In Nederland wordt de Stanley Gibbons buiten de kring van Engelandverzamelaars nauwelijks gebruikt.
De prijzen in de catalogi van Stanley Gibbons zijn naar eigen zeggen de prijzen die het bedrijf zelf in rekening zou brengen als het de bewuste postzegel in bezit had. Andere catalogi baseren zich doorgaans op de gemiddelde marktprijs van de postzegel in het land waar de uitgever van de catalogus is gevestigd.

### Inventarisatie
Stanley Gibbons brengt de volgende catalogi op de markt (tussen haakjes het jaar van uitgifte van de laatste editie):
- Stamps of the World (een eenvoudige catalogus in zes delen met postzegels van ieder land dat geldige postzegels heeft uitgegeven):
  - Abu Dhabi-Charkhari (2015)
  - Chile-Georgia (2015)
  - Germany-Jasdan (2015)
  - Jersey-New Republic (2015)
  - New South Wales-Singapore (2015)
  - Sirmoor-Zululand (2015)
- Prijslijsten voor delen van de wereld:
  - Africa Simplified Stamp Catalogue (2010)
  - Asia Simplified Stamp Catalogue (2010)
  - Western Europe Simplified Stamp Catalogue (2012)
- Commonwealth & British Empire Stamp Catalogue (een eenvoudige catalogus met postzegels uitgegeven in het Gemenebest van Naties tussen 1840 en 1970) (2015). Er bestaan ook afzonderlijke catalogi voor twee perioden:
  - King George V Commonwealth Stamp Catalogue (postzegels van het Gemenebest uit de periode van koning George V (1910-1936)) (2010)
  - King George VI Commonwealth Stamp Catalogue (postzegels van het Gemenebest uit de periode van koning George VI (1936-1952)) (2009)
- Commonwealth Simplified Stamp Catalogue (prijslijst van de postzegels van het Gemenebest tussen 1840 en 2013 in twee delen) (2013)
- Afzonderlijke eenvoudige catalogi voor (al dan niet vroegere) delen van het Gemenebest:
  - Australia (2014)
  - Bangladesh, Burma, Pakistan & Sri Lanka (2010)
  - Belize, Guyana, Trinidad and Tobago (2013)
  - Brunei, Malaysia & Singapore (2013)
  - Canada & Provinces (2014)
  - Central Africa (2008)
  - Cyprus, Gibraltar & Malta (2011)
  - East Africa with Egypt and Sudan (2014)
  - Eastern Pacific (including Cook Islands, Aitutaki, Penrhyn Island, Niue, Pitcairn Islands and Samoa) (2011)
  - Falkland Islands and Dependencies (2013)
  - Hong Kong (2013)
  - India (including Convention and Feudatory States) (2013)
  - Indian Ocean (2012)
  - Ireland (2011)
  - Ireland, Euro Version (met prijzen in euro’s) (2011)
  - Leeward Islands (2012)
  - New Zealand (2014)
  - Northern Caribbean, Bahamas & Bermuda (2013)
  - Southern & Central Africa (2014)
  - St Helena, Ascension & Tristan da Cunha (2014)
  - West Africa (2012)
  - Western Pacific (2013)
  - Windward Islands & Barbados (2012)
- Gespecialiseerde catalogi voor (al dan niet vroegere) delen van het Gemenebest:
  - Falkland Islands and Dependencies (2013)
- Catalogi voor gebieden buiten het Gemenebest:
  - Antarctica and Territories (2012)
  - Austria & Hungary (2009)
  - Balkans (2009)
  - Benelux (2010)
  - Central America (2007)
  - Central Asia (2006)
  - China (2014)
  - Czech Republic, Slovakia & Poland (2012)
  - France & Colonies (2010)
  - Germany & Colonies (2012)
  - Italy & Switzerland (2013)
  - Japan & Korea (2008)
  - Middle East (2009)
  - North America (2010)
  - North East Africa (2013)
  - Portugal & Spain (2011)
  - Russia (2014)
  - Scandinavia (2013)
  - South America (2008)
  - South East Asia (2012)
  - United Nations (2010)
  - United States (2010)
- Catalogi voor Groot-Brittannië:
  - Collect British Stamps (prijslijst) (2014)
  - Great Britain Concise Catalogue (2014)
  - Great Britain Specialised Catalogue, Vol. 1: Queen Victoria (2011)
  - Great Britain Specialised Catalogue, Vol. 2: King Edward VII to King George VI (2009)
  - Great Britain Specialised Catalogue, Vol. 3: Queen Elizabeth II Pre-Decimal Issues (2011)
  - Great Britain Specialised Catalogue, Vol. 4: Queen Elizabeth Decimal Definitive Issues, Part 1 (2008)
  - Great Britain Specialised Catalogue, Vol. 4: Queen Elizabeth Decimal Definitive Issues, Part 2 (2010)
  - Great Britain Specialised Catalogue, Vol. 5: Queen Elizabeth Decimal Special Issues (1998, met supplementen van 2000 en 2002)
  - Collect British Postmarks Catalogue (2013)
  - Collect GB First Day Covers (2013)
  - Collecting British First Day Covers (2014)
  - Customised Stamp Sheets Of Great Britain (2010)
- Catalogus voor verwante gebieden:
  - Collect Channel Islands & Isle of Man Stamps (prijslijst) (2013)
- Thematisch:
  - Collect Aircraft on Stamps (2009)
  - Collect Fungi on Stamps (1997)
  - Collect Motor Vehicles on Stamps (2004)

Alle catalogi hanteren hetzelfde systeem om de postzegels te nummeren, alleen de gespecialiseerde catalogi van Groot-Brittannië hebben een eigen nummeringssysteem.
Stanley Gibbons geeft ook een catalogus uit met een prijswaardering voor handtekeningen van beroemdheden. Daarnaast geeft Stanley Gibbons ook boeken over filatelie uit die geen catalogus zijn, zoals Introducing Postal History en An Introduction to Channel Islands Stamps and Postal History.

## Het tijdschrift
In de periode van Charles James Phillips begon Stanley Gibbons een tijdschrift over postzegels, het 
Gibbons Monthly Journal. Later werd de titel veranderd in Gibbons Stamp Monthly. Tussen 1970 en 1977 heette het maandblad simpelweg Stamp Monthly, maar in 1977 kwam de oude titel toch weer terug. Sinds 1963 wordt het blad in full colour gedrukt.
Tijdens de Tweede Wereldoorlog verscheen de Gibbons Stamp Monthly in een kleiner formaat vanwege de papierschaarste. De aflevering van mei 1941 werd compleet vernietigd bij een Duits bombardement. In plaats daarvan verscheen een ‘nooduitgave’, die voor een deel bij kaarslicht in elkaar was gezet, omdat elektriciteit niet de hele dag door beschikbaar was.
De Gibbons Stamp Monthly bespreekt nieuwe postzegeluitgiften en schrijft over zaken die voor filatelisten interessant zijn. Stanley Gibbons heeft meer tijdschriften over filatelie gehad. Sinds 2009 publiceert het bedrijf naast de Monthly ook The Philatelic Exporter, een blad voor postzegelhandelaren.

## Overige activiteiten
Naast de verkoop van postzegels en het uitgeven van catalogi en tijdschriften organiseert Stanley Gibbons ook postzegelveilingen. Het bedrijf handelt ook in postzegelalbums, insteekboeken en accessoires als plakkertjes, klemstroken en pincetten.
Het bedrijf biedt ten slotte ook mogelijkheden voor beleggers om te investeren in postzegels. Daarvoor heeft het een dochteronderneming opgezet: Stanley Gibbons Investments, gevestigd op Guernsey.